# Пуйккола
Пу́йккола (фин. Puikkola) — посёлок в составе Кааламского сельского поселения Сортавальского района Карелии.

## Общие сведения
Расположен на восточном берегу озера Пялькъярви в 38 км к северу от Сортавалы, в 9 км от российско-финляндской границы.

## Население
| 2002 | 2009 | 2010 | 2013 |
| ---- | ---- | ---- | ---- |
| 501  | ↘470 | ↘429 | ↘410 |